# Прове
Прове је бог у балтичко-словенској митологији. Поштован као највише божанство у древном Старгарду (Вагриа). Повезан је са светим храстовима, шумама и гајевима, где га је поштован током свечаности које је другог дана у недељи одржавао жрец.
Према једној од хипотеза, име Прове је модификација свесловенског имена бога грома Перуна. Према другој хипотези (В. Писани), име Прове један је од епитета Перуна - * прав, „право, поштено“, искривљено током преноса. Према трећем објашњењу, Прове је бог плодности, попут Поревита, чија су имена повезана са славом. * пора, „обиље, плодност“ .
... Успут смо дошли до шумарка, јединог у овом региону, који се у потпуности налази на равници. Овде смо међу врло старим дрвећем видели свете храстове посвећене богу ове земље, Прови. Били су окружени двориштем окруженим дрвеном, вешто направљеном оградом, која је имала две капије. Сви су градови обиловали пенатима и идолима, али ово место је било светиња целе земље. Постојао је свештеник, и његови празници, и разни ритуали жртвовања. Сваког другог дана у недељи читав народ се окупљао овде са принцом и свештеником на прославу. Улаз у двориште био је дозвољен само свештенику и онима који су желели да жртвују или онима који су били у смртној опасности, јер таквима овде никада није одбијено склониште
... Словени имају много различитих врста идолопоклонства. Јер не придржавају се сви истих паганских обичаја. Неки покривају незамисливе статуе својих идола храмовима, попут идола у Плуну, чије је име Подага; између осталих, божанства насељавају шуме и гајеве, попут Прове, бога земље Олденбург - они немају идоле . - Хелмолд из Босауа
Прове се често поистовећује са богом Проном, поштованог у Олденбургу, којег је Конрад Бото описао у својој Саксонској хроници (1492):
1123. У Олденбургу је био бог зван Проно, и он је стајао на ступу и имао је у руци црвено гвожђе кушњи (провеиссен), имао је транспарент, такође дуге уши, круну и пар чизама , а испод његове ноге - звоно 